# 7 سبتمبر
- السبت
- الأحد
- الاثنين
- الثلاثاء
- الأربعاء
- الخميس
- الجمعة

- 307 ربيع الأول 1447  هـ
- 318 ربيع الأول 1447  هـ
- 19 ربيع الأول 1447  هـ
- 210 ربيع الأول 1447  هـ
- 311 ربيع الأول 1447  هـ
- 412 ربيع الأول 1447  هـ
- 513 ربيع الأول 1447  هـ
- 614 ربيع الأول 1447  هـ
- 715 ربيع الأول 1447  هـ
- 816 ربيع الأول 1447  هـ
- 917 ربيع الأول 1447  هـ
- 1018 ربيع الأول 1447  هـ
- 1119 ربيع الأول 1447  هـ
- 1220 ربيع الأول 1447  هـ
- 1321 ربيع الأول 1447  هـ
- 1422 ربيع الأول 1447  هـ
- 1523 ربيع الأول 1447  هـ
- 1624 ربيع الأول 1447  هـ
- 1725 ربيع الأول 1447  هـ
- 1826 ربيع الأول 1447  هـ
- 1927 ربيع الأول 1447  هـ
- 2028 ربيع الأول 1447  هـ
- 2129 ربيع الأول 1447  هـ
- 2230 ربيع الأول 1447  هـ
- 231 ربيع الآخر 1447  هـ
- 242 ربيع الآخر 1447  هـ
- 253 ربيع الآخر 1447  هـ
- 264 ربيع الآخر 1447  هـ
- 275 ربيع الآخر 1447  هـ
- 286 ربيع الآخر 1447  هـ
- 297 ربيع الآخر 1447  هـ
- 308 ربيع الآخر 1447  هـ
- 19 ربيع الآخر 1447  هـ
- 210 ربيع الآخر 1447  هـ
- 311 ربيع الآخر 1447  هـ

7 سبتمبر أو 7 أيلول أو يوم 7 \ 9 (اليوم السابع من الشهر التاسع) هو اليوم الخمسون بعد المئتين (250) من السنوات البسيطة، أو اليوم الحادي والخمسون بعد المئتين (251) من السنوات الكبيسة وفقًا للتقويم الميلادي الغربي (الغريغوري). يبقى بعده 115 يوما لانتهاء السنة.

## أحداث
- 1191 - وقوع معركة أرسوف، ضمن الحملة الصليبية الثالثة، وانتصار ريتشارد الأول ملك إنجلترا على صلاح الدين الأيوبي في أرسوف.
- 1228 - نزول إمبراطور الرومانية المقدسة فريدريك الثاني في عكا بفلسطين، وبدء الحملة الصليبية السادسة، مما أدى إلى استعادة مملكة القدس.
- 1652 - ثورة حوالي 15,000 مزارع من الهان ضد الحكم الهولندي في تايوان.
- 1695 - هنري إيفري يتمكن من تحقيق واحدة من أكثر غارات القراصنة ربحية في التاريخ بالاستيلاء على سفينة مغول الهند الكبرى كانج آي ساواي [الإنجليزية]. ورداً على ذلك هدد السلطان أورنكزيب بإنهاء جميع عمليات التجارة مع الإنجليز في الهند.
- 1706 - انتهاء حصار تورينو، ضمن حرب الخلافة الإسبانية، بخروج القوات الفرنسية من شمال إيطاليا.
- 1822 - استقلال البرازيل عن البرتغال.
- 1848 - النمسا تحظر تجارة الرقيق.
- 1876 - تتويج عبد الحميد الثاني خليفةً للمسلمين وسلطانًا للعثمانيين.
- 1923 - تأسيس منظمة الشرطة الجنائية الدولية (الإنتربول).
- 1940 - سلاح الجو الملكي البريطاني يبدأ بقصف المدن الألمانية ردًا على الحملة الجوية العنيفة التي شنها الطيران الألماني على المدن البريطانية وذلك أثناء الحرب العالمية الثانية.
- 1944 - السلطات البريطانية توافق على تشكيل لواء يهودي داخل الجيش البريطاني.
- 1952 - وزارة علي ماهر باشا في مصر تقدم استقالتها بعد 44 يومًا من تشكيلها بعد ثورة 23 يوليو، واللواء محمد نجيب يشكل الوزارة الجديدة ويحتفظ لنفسه بوزارة الحربية والبحرية.
- 1961 - صدور قانون جديد بشأن وضع علم للكويت ليوضح استقلالها.
- 1977 - توقيع معاهدات توريخوس كارتر بين بنما والولايات المتحدة تعيد بموجبها الولايات المتحدة السلطة على قناة بنما إلى بنما.
- 1978 - عقد أول اجتماعات كامب ديفيد بين رئيس وزراء إسرائيل مناحم بيجن والرئيس المصري محمد أنور السادات.
- 1979 - بدأ البث في المحطة الرياضية الأمريكية إي أس بي إن (ESPN).
- 2003 - رئيس السلطة الوطنية الفلسطينية ياسر عرفات يعين أحمد قريع رئيسًا للوزراء خلفًا لمحمود عباس.
- 2011 - تحطم طائرة كانت تقل فريق لوكوموتيف ياروسلافل الروسي لهوكي الجليد، وأسفر الحادث عن مقتل 43 شخصًا.
- 2013 - اللجنة الأولمبية الدولية تختار طوكيو لاستضافة دورة الألعاب الأولمبية الصيفية عام 2020.
- 2016 - افتتاح الألعاب البارالمبية الصيفية بريو دي جانيرو، البرازيل.
- 2017 - زلزالٌ عنيف بلغت قُوَّته 8.1 درجات يضرب ساحل ولاية تشياباس جنوب المكسيك، ويتسبب بِمقتل 90 شخصًا على الأقل، ليكون أقوى زلزالٍ تشهده البلاد مُنذ سنة 1985.
- 2018 -
  - انعقاد قمة طهران الثلاثية التي جمعت بين الرئيس الإيرني حسن روحاني والتركي رجب طيب أردوغان والروسي فلاديمير بوتين، لإجراء محادثات حول تفادي القيام بأعمال عسكرية في محافظة إدلب في سوريا.
  - طَعن المُرشَح في الانتخابات الرئاسية البرازيلية المقبلة جايير بولسونارو أثناء حملته الانتخابية.
  - محتجون عراقيون يحرقون القنصلية الإيرانية في محافظة البصرة على أثر الاحجاجات الواسعة التي شهدتها المدينة للمطالبة بتحسين واقع الخدمات العامة وخصوصاً الماء والكهرباء.
- 2021 - حريق كبير في سجن تانجيرانج في إندونيسيا، يؤدي إلى وفاة 41 سجينًا وإصابة 80 آخرين.

## مواليد
- 1533 - الملكة إليزابيث الأولى، ملكة المملكة المتحدة.
- 1815 - جون مكدوال ستيوارت، مستكشف أسترالي.
- 1819 - توماس أندروز هندريكس، سياسي أمريكي.
- 1855 - ويليام فريز جرين، مصور فوتوغرافي ومخترع بريطاني.
- 1860 - جدة موسى، رسامة أمريكية.
- 1909 - إيليا كازان، منتج ومخرج سينمائي أمريكي.
- 1917 - جون كورنفورث، عالم كيمياء أسترالي حاصل على جائزة نوبل في الكيمياء عام 1975.
- 1926 - دون ميسيك, ممثل صوتي أمريكي.
- 1930 - الملك بودوان الأول، ملك بلجيكا.
- 1934 -
  - عبد الرحمن آل رشي، ممثل سوري.
  - عمر كرامي، رئيس وزراء لبنان.
- 1940 - عبد الرحمن وحيد، رئيس إندونيسيا الرابع.
- 1948 - خليفة بن زايد آل نهيان، رئيس دولة الإمارات العربية المتحدة الثاني.
- 1954 - مايكل إيمرسون، ممثل أمريكي.
- 1963 - ريجينا مارتينيز، صحفية مكسيكية.
- 1965 - داركو بانكيف، لاعب كرة قدم مقدوني.
- 1968 - مارسيل دوسايي، لاعب كرة قدم فرنسي.
- 1973 - شانون إليزابيث، ممثلة أمريكية.
- 1974 -
  - هيروكي تاكاهاشي، ممثل أداء صوتي ياباني.
  - ماريو فريك، لاعب كرة قدم ليختنشتايني.
- 1976 - رانيا السباعي، ممثلة مصرية تعمل في الكويت.
- 1977 - جانلوكا غرافا، لاعب كرة قدم إيطالي.
- 1980 -
  - إيمري بيلوزوغلو، لاعب كرة قدم تركي.
  - غابرييل ميليتو، لاعب كرة قدم أرجنتيني.
  - جواد نكونام، لاعب كرة قدم إيراني.
- 1981 - غوخان زان، لاعب كرة قدم تركي.
- 1984 - فيرا زفوناريفا، لاعبة كرة مضرب روسية.
- 1985 - رافينيا، لاعب كرم قدم برازيلي.
- 1987 - إيفان رايتشل وود، ممثلة أمريكية.

## وفيات
- 1312 - الملك فرناندو الرابع، ملك مملكة قشتالة.
- 1457 - علاء الدين الشيرازي، عالم مسلم وصوفي عراقي.
- 1496 - الملك فرديناندو الثاني، ملك مملكة نابولي.
- 1566 - سليمان القانوني، خليفة عثماني
- 1873 - محمود خليل العظم، شاعر ومتصوف سوري.
- 1991 - إدوين ماكميلان، عالم كيمياء أمريكي حاصل على جائزة نوبل في الكيمياء عام 1951.
- 1997 - موبوتو سيسيسيكو، ديكتاتور زائير.
- 2005 - سيرجو إندريغو، مغني إيطالي.
- 2020 - عايدة كامل، ممثلة مصرية.
- 2021 - نوبير الأموي، نقابي مغربي.

## أعياد ومناسبات
- يوم البالون الأبيض في أستراليا.
- عيد الاستقلال في البرازيل.
- عيد الاستقلال في تركيا.
- عيد النصر في موزمبيق.

## وصلات خارجية
- وكالة الأنباء القطريَّة: حدث في مثل هذا اليوم.
- النيويورك تايمز: حدث في مثل هذا اليوم.
- BBC: حدث في مثل هذا اليوم.